# Kanton Le Havre-9
Kanton Le Havre-9 is een voormalig kanton van het Franse departement Seine-Maritime. Het kanton maakte deel uit van het arrondissement Le Havre. Het werd opgeheven bij decreet van 27 februari 2014 met uitwerking in maart 2015.

## Gemeenten
Het kanton Le Havre-9 omvatte enkel een deel van de gemeente: Le Havre. 